# Sarmayeh Bank Volleyball Club (voleibol masculino)
O Sarmayeh Bank Volleyball Club (Persian: باشگاه والیبال بانک سرمایه ‎‎),  é um time iraniano de voleibol masculino da cidade de Teerã. Atualmente disputa a Super Liga A1 Iraniana.

## Resultados obtidos nas principais competições

### Títulos conquistados
- Campeonato Iraniano (2 vezes): 2015/2016 e 2016/2017
- Copa do Irã (2 vezes): 2016 e 2017
- Campeonato Asiático: 2016 e 2017